# Akurra
Akurra é uma divindade retratada como uma cobra gigante, às vezes associada à Serpente Arco-Íris. Ela é descrita como uma cobra aquática gigante, com uma juba barbada, escamas e presas afiadas que moldaram o formato da terra. Ela é parte da mitologia dos povos aborígenes do sul da Austrália, especificamente o povo Adnyamathanha da Cordilheira Flinders.
Akurra, também, possui domínio sobre a água, e a chuva. De acordo com uma história do povo Adnyamathanha, em momentos de seca os xamãs viajavam até a caverna de Akurra, e realizavam um ritual que consistia em pegar a gordura do rim de uma cobra, aquecê-la ao fogo, e deixâ-la derreter sobre as brasas. Um vento forte se iniciaria enquanto o cherio da gordura queimada subia ao céu, e das nuvers a chuva começaria a cair, acabando com o período de seca.